# Epidromia pedestris
Epidromia pedestris är en fjärilsart som beskrevs av Walker 1858. Epidromia pedestris ingår i släktet Epidromia och familjen nattflyn. Inga underarter finns listade i Catalogue of Life.